# Ščavnica
Ščávnica (nemško Stainz) je reka v severovzhodni Sloveniji, desni pritok Mure. Izvira v manjši dolini pri vasi Zgornja Velka v severnem delu Slovenskih goric, teče najprej proti vzhodu in nato po široki dolini proti jugovzhodu, pri Ljutomeru vstopi v ravnino Murskega polja in se pri Gibini izliva v Muro.
V Ščavnico se stekajo številni majhni in kratki potoki z obeh strani doline. V zgornjem toku so nekoliko večji desni pritoki Krčovina, Kunovski potok, Cogetinski potok in Blaguški potok, v spodnjem toku dobiva z desne strani Turjo, Kostanjevico in Gibinski potok ter z leve Lipnico in Murico.

## Opis reke
Ščavnica izvira v gozdu pod vasjo Zgornja Velka kot neznaten potoček, teče sprva proti severu, a se kmalu obrne proti jugovzhodu in nato proti vzhodu. Malo nad Spodnjo Ščavnico se skoraj povsem približa Apaškemu polju, od katerega jo loči manj kot kilometer širok in nekaj deset metrov visok hrbet. V tem delu se ji iz kratkih stranskih dolin pridruži več podobnih potočkov in že nekaj kilometrov niže teče po 200–500 m široki naplavni ravnici v naravno vijugasti strugi, obraščeni z grmičjem in majhnimi gozdički.  Pri Spodnji Ščavnici zavije proti jugovzhodu in teče v tej smeri vse do Ljutomera po več kot kilometer široki, nekoč mokrotni Ščavniški dolini, od tu vse do izliva po umetno regulirani strugi; od nekdanje vijugaste struge sta ostala le kratka odseka pri  Očeslavcih in Žihlavi. Ves ta del doline je bil v preteklosti mokroten, zato je dolinsko dno skoraj neposeljeno, razložene vasi so na obrobju doline na neizrazitih rečnih terasah. Pri Gajševcih se Ščavnica steka v umetno Gajševsko jezero, ki je bilo zasnovano kot zadrževalnik poplavnih voda.
Pod jezerom se v Ščavnico izliva največji pritok Turja, nato pa se reka obrne proti vzhodu in teče skozi Ljutomer, kjer vstopi v širšo ravnino Murskega polja. Močno nasipanje Mure v zadnji ledeni dobi jo je potisnilo povsem na južni rob ravnine, tik ob vznožje gričevja, tako da teče skozi Razkrižje in se malo naprej pri Gibini izliva v Muro.

## Hidronim in etimologija
Jezikoslovci menijo, da bi lahko ime reke nastalo na dva načina: ali iz besede ščavje, ki po Slovarju slovenskega knjižnega jezika pomeni »nizko, neurejeno, gosto razraščeno malo vredno rastlinje«, ali pa iz starejše slovanske besede ščáva, ki bi lahko pomenila izvir mineralne ali kalne vode. V prid prvi domnevi je zelo podobno ime dveh rek na Slovaškem z imenom Štiavnica, za drugo razlago pa govorita češka beseda šťáva (sok) in poljska beseda szczawa (mineralna voda, slatina), saj je v Ščavniški dolini več poznanih izvirov slatine.
V starejših virih se ime reke pojavlja v različnih oblikah, mdr. kot Stewitzen (1280–95, 1300), Stewitz (1290), Stencz (1324, 1419), Staentz (1336), Czeynitz (1368), Zainnitz (1383) idr. V nemškem jeziku se reka imenuje Stainz.

## Hidrogeografija
Podobno kot sosednja reka Pesnica je bila tudi Ščavnica pred regulacijami značilna nižinska reka z majhnim strmcem in počasnim tokom, tako da je v večjem delu toka vijugala sem in tja po poplavni ravnici. Čeprav je večino leta razmeroma majhna reka oziroma večji potok, se ji ob močnejših padavinah pretok poveča in zato je nekoč pogosto poplavljala obsežne dele dolinskega dna. Ima neizrazit dežno-snežni režim s prvim viškom v novembru in decembru ter drugim viškom marca. Značilno je izrazito in dolgotrajno obdobje nizkih pretokov v poletnih mesecih (od maja do oktobra), ko ob daljših sušnih obdobjih po njeni strugi teče komaj še nekaj deset litrov vode na sekundo. Zaradi gričevnatega površja in položnih pobočij ima zelo majhen specifični odtok
(7,7 l/s/km2; vodomerna postaja Pristava) in odtočni količnik (25,4 %; vodomerna postaja Pristava).
Zaradi regulacij in melioracij v srednjem in spodnjem toku se je Ščavnici precej spremenil tudi rečni režim, saj v poletnih sušnih obdobjih skorajda presahne. V obdobju 1981–2010 so na vodomerni postaji pri Pristavi zabeležili najmanjše pretoke septembra 1992 (0,034 m3/s); največji pretok v istem obdobju so izmerili 8. februarja 2009 (49,6 m3/s). Pred regulacijami je bilo dolinsko dno pogosto poplavljeno, predvsem ob jesenskih deževjih in močnih poletnih neurjih, ko lahko Ščavnica še vedno zelo hitro naraste. Poplavno območje različne širine se je pred regulacijami sklenjeno vleklo skoraj od izvira do izliva v Muro. Tudi na opozorilni karti poplav Agencije Republike Slovenije za okolje (ARSO) je poplavno območje zelo redkih poplav označeno od Dražen Vrha do Bolehnečicev, vendar v najnižjih delih dolinskega dna poplave tudi po regulacijah in melioracijah niso tako zelo redke.
Ene najhujših poplav v Ščavniški dolini so bile 11. in 12. novembra 1925, ko je bila pod vodo skoraj celotna dolina. Tudi regulacije ne zmorejo povsem obvladovati naravnih razmer, saj se kljub velikim posegom poplave še vedno občasno pojavljajo. 6. in 7. februarja 2009 je reka poplavila polja in travnike v najnižjih delih doline ter ogrožala tudi več hiš, 8. februarja zvečer pa je v Pristavi dosegla najvišji pretok 49,6 m3/s. Najnižji deli doline so bili ponovno poplavljeni konec marca 2013.
V okviru regulacij in melioracij so za zadrževanje poplavne vode zgradili suhi zadrževalnik pri Bolehnečicih, večnamenski zadrževalnik Gajševsko jezero in novo strugo po severni strani Ljutomera, tako da nekdanja struga skozi mesto služi zgolj kot razbremenilnik poplavnih voda.

## Kakovost vode
Ker ima Ščavnica zlasti poleti zelo majhen pretok in počasen tok, njivske površine pa segajo takorekoč skoraj do struge, reka nima posebno čiste vode, čeprav se v zadnjih letih stanje rahlo izboljšuje. Še nekaj let nazaj je bila zelo onesnažena zlasti v spodnjem toku, saj so se vanjo stekale vse komunalne in velik del industrijskih odplak Ljutomera, po izgradnji centralne čistilne naprave Ljutomer (2006) pa se je stanje močno popravilo. Po uradnih podatkih ARSO je Ščavnica v večjem delu toka v dobrem kemijskem in ekološkem stanju, vendar pa v poletnem času nizkih pretokov stanje ni posebej ugodno, saj se voda zaradi skromne grmovne in drevesne vegetacije na brežinah pretirano segreva. Precejšen onesnaževalec vode je tudi intenzivno kmetijstvo, saj se s polj v neposredni bližini reke vanjo stekajo ostanki herbicidov in pesticidov ter precejšnje količine nitratov in fosfatov.

## Ljudje in reka
Ščavnica je danes povsem drugačen vodotok, kot je bila še pred nekaj desetletji, saj so melioracijska in regulacijska dela povsem spremenila njeno zunanjo podobo in tudi hidrološke ter biološke značilnosti. V zgornjem toku, do Spodnje Ščavnice, je sicer ostala v bolj ali manj naravnem stanju in do neke mere ohranila prvotno podobo, čeprav segajo tudi v tem delu njive marsikje povsem do rečne struge.
Od Spodnje Ščavnice pa vse do izliva v Muro je Ščavnica zaradi regulacije in obsežnih melioracij v 80. letih dvajsetega stoletja povsem spremenjena na dolžini več kot 40 km. Nekdanje mokrotne travnike so spremenili v njive in hkrati izvedli tudi komasacije, s katerimi so tedanjo razdrobljeno zemljiško posest združili v večje parcele. To je nesporno vplivalo na povečanje kmetijske pridelave (koruza, pšenica, krmne rastline in predvsem sladkorna pesa za takratno tovarno sladkorja v Ormožu), ni pa takrat nihče razmišljal o negativnih učinkih takih posegov na okolje in o vrednosti mokrišč v Ščavniški dolini. Nastali so sedanji obsežni njivski kompleksi, izginile so žive meje in vijugaste struge potokov, posekali so večino še preostalega gozda, iztrebili obvodno rastje. Od nekdanje zavite struge Ščavnice je ostalo le nekaj drobcev, namesto nje so izkopali povsem umetno strugo z enoličnim trapezastim profilom, utrjenimi brežinami, dolgimi protipoplavnimi nasipi tik ob strugi in skromno obrečno vegetacijo. S temi posegi je reka izgubila svojo nekdanjo ekološko, gospodarsko in tudi krajinsko-estetsko funkcijo. Čeprav ne gre zanikati pozitivnih gospodarskih učinkov pridobitve novih površin za intenzivno kmetijstvo, je današnja Ščavnica v srednjem in spodnjem toku izrazito osiromašena in neprivlačna.
Četudi nekoč ni bila posebej bogata z vodo, je bilo ob celotnem toku Ščavnice kar precej mlinov in nekaj manjših žag; edini mlin, ki nadaljuje staro tradicijo, vendar z električnim pogonom, je Rožmanov mlin v Zgornji Ščavnici.
Gajševsko jezero, skozi katerega teče Ščavnica, naj bi bilo po načrtih večnamenska akumulacija s primarno nalogo zadrževanja poplavnih voda in varovanja Ljutomera pred poplavami, poleg tega naj bi služilo še povečevanju minimalnih pretokov reke, ribištvu in tudi rekreaciji lokalnega prebivalstva. Jezero se je v nekaj letih spremenilo v bogat vodni habitat, saj so ga naselile številne ptice in druge živalske vrste, brežine v zahodnem delu jezera pa je zaraslo bujno obvodno rastje. V ostalem delu obdaja jezero nekaj metrov visok nasip, poraščen zgolj s travnim rastjem in kot tak malo privlačen za obiskovalce, z izjemo ribičev.

## Varstvo narave
Melioracije in regulacije so povsem spremenile rastlinski in živalski svet Ščavniške doline. Ni več nekdanjih mokrotnih travnikov in majhnih zaplat nižinskega gozda, tudi umetna struga Ščavnice ne premore več takšne biološke pestrosti kot jo je nekdanja vijugasta in z obvodnim rastlinjem obrasla reka. Čeprav je Gajševsko jezero umetnega nastanka, pomembno prispeva k biološki pestrosti Ščavniške doline z bogato ptičjo favno, vendar pa izkazuje voda precej visoke vsebnosti fosforja in dušika ter pesticidov zaradi intenzivnega kmetijstva.
V Ščavniški dolini je ostalo relativno malo ohranjene narave, največ v zgornjem delu doline, kjer je kot naravna vrednota lokalnega pomena zavarovana struga Ščavnice od izvira do Spodnje Ščavnice. Podoben varstveni status imata tudi ostanek stare struge Ščavnice pri Žihlavi in Gajševsko jezero, dobra dva kilometra ohranjene stare struge Ščavnice pri nekdanjem Tothovem mlinu v Očeslavcih pa sta zavarovana kot naravna vrednota državnega pomena. Posebnost zgornjega dela doline so številni izviri slatine, ki so prav tako zavarovani kot lokalne naravne vrednote (mdr. Ivanjševska, Matjaževa, Leljakova, Radvenska slatina).
Nekatere ribje vrste so se uspele prilagoditi spremenjenim razmeram v reki Ščavnici, čeprav je umetna struga zanje neugoden življenjski prostor. Ogrožajo jih tudi tujerodne ribje vrste, predvsem psevdorazbora (Pseudorasbora parva) in babuška (Carassius gibelio). Od domačih vrst so mdr. prisotni pezdirk (Rhodeus amarus), navadni globoček (Gobio obtrusirostris), pisanec (Phoxinus phoxinus), klen (Squalius cephalus) in zelenika (Alburnus alburnus). Na nekaterih odsekih živita v reki tudi vidra (Lutra lutra) in bober (Castor fiber).